# 6765 Fibonacci
6765 Fibonacci eller 1982 BQ2 är en asteroid i huvudbältet som upptäcktes den 20 januari 1982 av den slovakiske astronomen L. Brožek vid Kleť-observatoriet. Den är uppkallad efter matematikern Leonardo Fibonacci.
Asteroiden har en diameter på ungefär 7 kilometer.